# الأخويليتا (كوستاريكا)

الأخويليتا بمحافظة سان خوسيه

الأخويليتا (بالإسبانية: Alajuelita)‏ و هي الكانتون العاشر لمحافظة سان خوسيه بكوستاريكا، تبلغ مساحتها 21.17 كم² ، و يتجاوز عدد سكانها الـ 75,418 نسمة ، و مدينتها الرئيسية هي مدينة الأخويليتا.
تصل المقاطعة إلى الضواحي الجنوبية الغربية لمدينة سان خوسيه، ويحدها نهر تيريبي في الشمال الشرقي، ونهر كانياس في الشرق، ونهر بواس في الجنوب الشرقي، ومرتفعات إسكاثو في أقصى الحدود الجنوبية الغربية.
سكنها الناس أول مرة لعام 1650 و تم تأسيسها بقرار تشريعي في 4 حزيران عام 1909.

## المناطق
تقسم مقاطعة الأخويليتا إلى خمس مناطق وهي :
1. الأخويليتا
2. سان خوسيسيتو
3. سان أنطونيو
4. كونسيبسيون
5. سان فيليب